# Twist, Emsland
Twist là một đô thị thuộc huyện Emsland, trong bang Niedersachsen, Đức. Đô thị này có diện tích 105,61 km². Đô thị này giáp với Hà Lan.
Đô thị này gồm có các khu vực dân cư sau:
|  | 1. Adorf 2. Hebelermeer 3. Hesepertwist (Twist-Siedlung) 4. Neuringe 5. Rühlermoor/Rühlerfeld 6. Rühlertwist (Twist-Bült) 7. Schöninghsdorf |

## Lịch sử
Từ năm 1775 những người đầu tiên di cư đến và sống, hình thành thị trấn Twist, bắt đầu tại vùng Adorf bên bờ phía Tây Nam của dòng sông nằm tại biên giới. Năm 1784 những người khai hoang của thị trấn Twist xây dựng những con đường hiện nay là Alt-Hesepertwist. Xưa kia khu vực này là một vùng đất tương đối cằn cỗi, nằm trong bùn cao, không mấy sáng sủa cho sự sinh sống của con người. Chỉ có khoảng 100 năm sau, đất bùn khô đi nhờ trải qua sự hình thành của các kênh đào phía Nam-Bắc và tạo ra một bề mặt rộng. Nhờ vậy mà điều kiện sống đã được cải thiện đáng kể.
Trong những năm 1950, sự bùng nổ kinh tế đã bắt đầu bằng cách khai thác các mỏ dầu và một công ty sản xuất ống nhựa. Sản xuất dầu kéo một thời gian dài bởi các lĩnh vực sản xuất dầu nhiều với máy bơm dầu, còn được gọi là "Kopfnicker". Từ giữa năm 1990, sản lượng dầu thô là do giá dầu lúc đó không còn lợi nhuận nữa, đó là lý do tại sao nhiều nguồn kinh phí đã được cho ngừng hoạt động. Sau đó sự nổi lên của giá dầu, các công nghiệp dầu khí ở đây vẫn còn hiện diện nhưng không còn quan trọng như một chủ nhân.
Bắt đầu của năm học 1975-1976 ngành giáo dục trong thị trấn Twist đề nghị mở rộng xây dựng một trường chính, được gọi là Trung tâm giáo dục của Twist. Với những cải cách của chính quyền tiểu bang, hệ thống giáo dục được đáp ứng với các nhu cầu tương ứng và do đó năm 2004 trường học mở cửa cả ngày. Năm 2007 mở cửa một căng-tin đầu tiên.
Năm 1986, thị trấn tổ chức kỷ niệm 200 năm với nhiều đoàn xe và nhóm người diễu hành. Các đoàn xe và nhóm người diễu hành với chủ đề liên quan đến lịch sử và sự hình thành của thị trấn, cũng như biểu tượng của thị trấn Twist.
Tháng 8 / tháng 9 năm 2011, cư dân thị trấn Twist tổ chức kỷ niệm 225 Năm thành lập với những người khách. Lễ kỷ niệm kéo dài 10 ngày với những chương trình văn hóa khác nhau. Những mảng sân khấu thuyết trình về lịch sử của Twist trong ngôn ngữ tiếng Đức một cách hài hước từ khởi đầu hình thành của những người đi khai hoang cho đến ngày hôm nay. Bế mạc lễ kỷ niệm là một cuộc diễu hành với những chiếc xe và các nhóm người đi bộ, hóa trang kể về lịch sử của vùng.

#### Du lịch

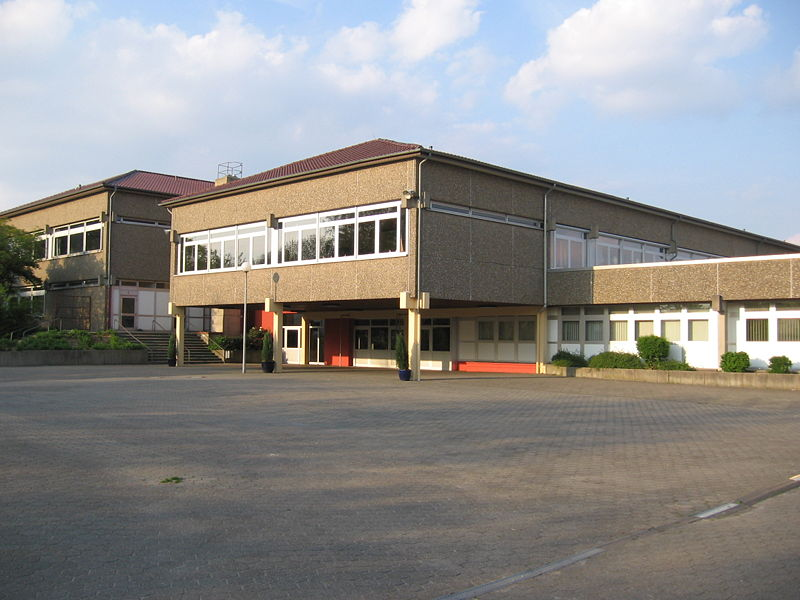
Trường học
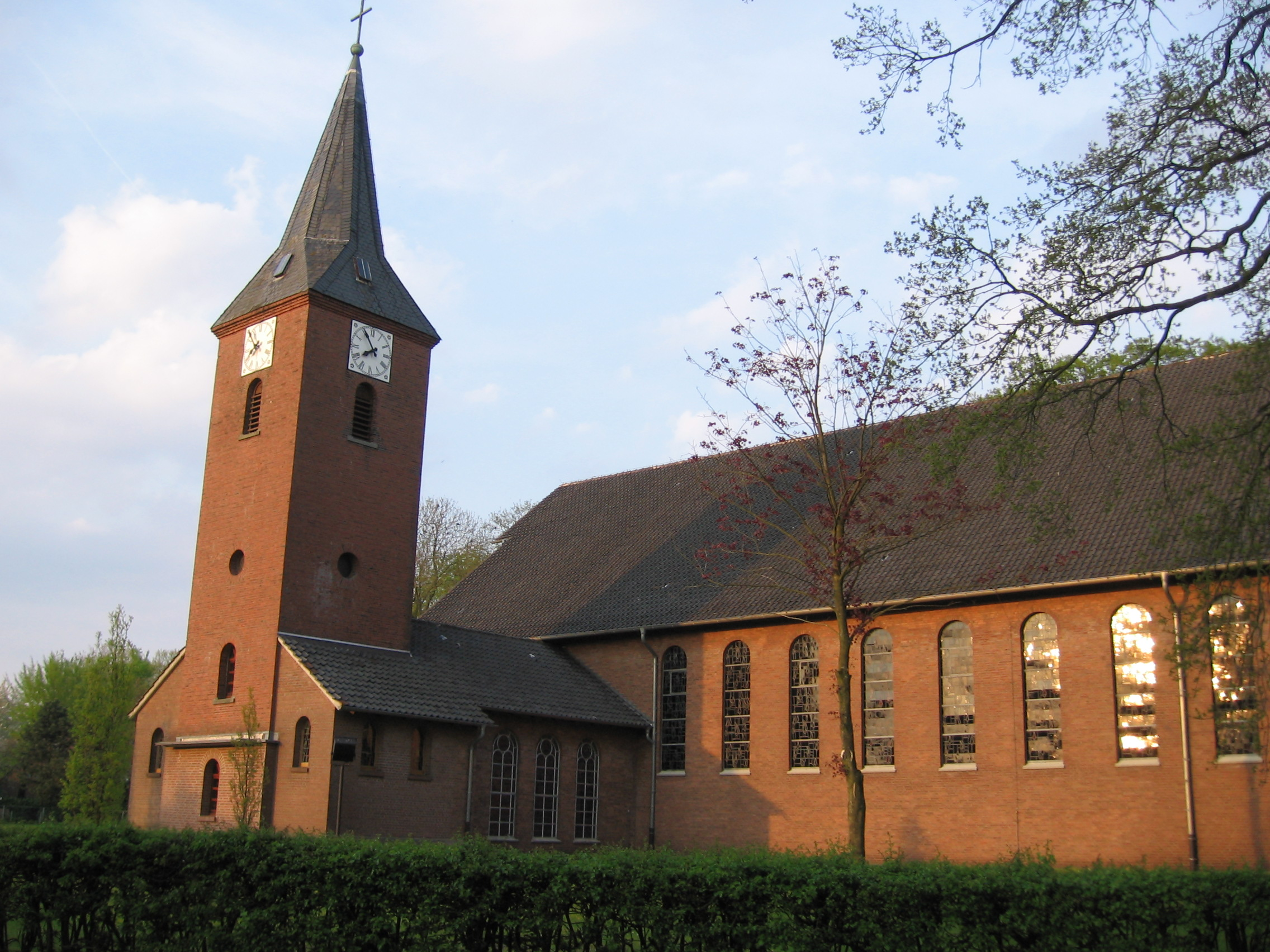
Xây dựng nhà thờ
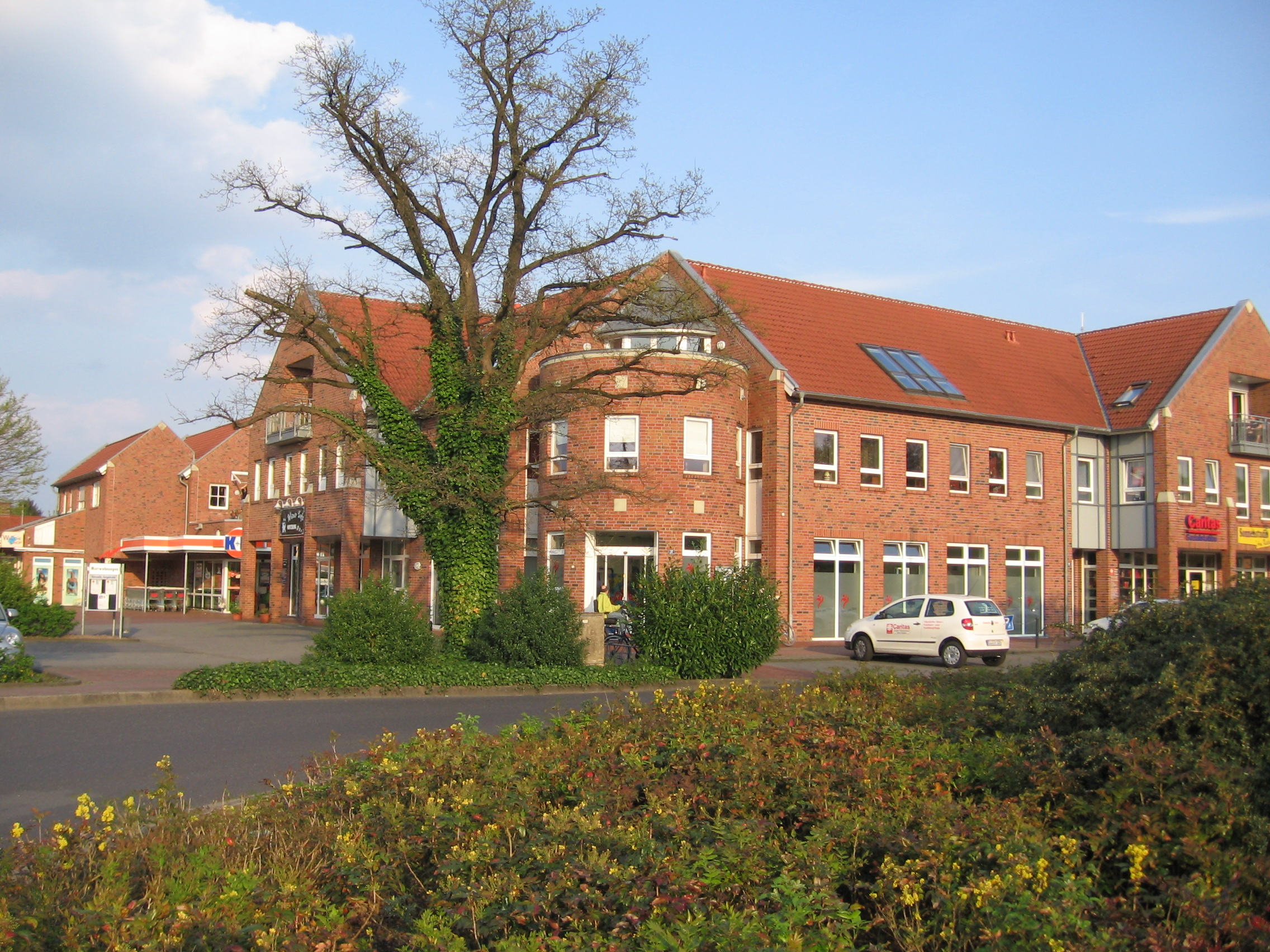
Cửa hàng bán lẻ trung tâm thành phố
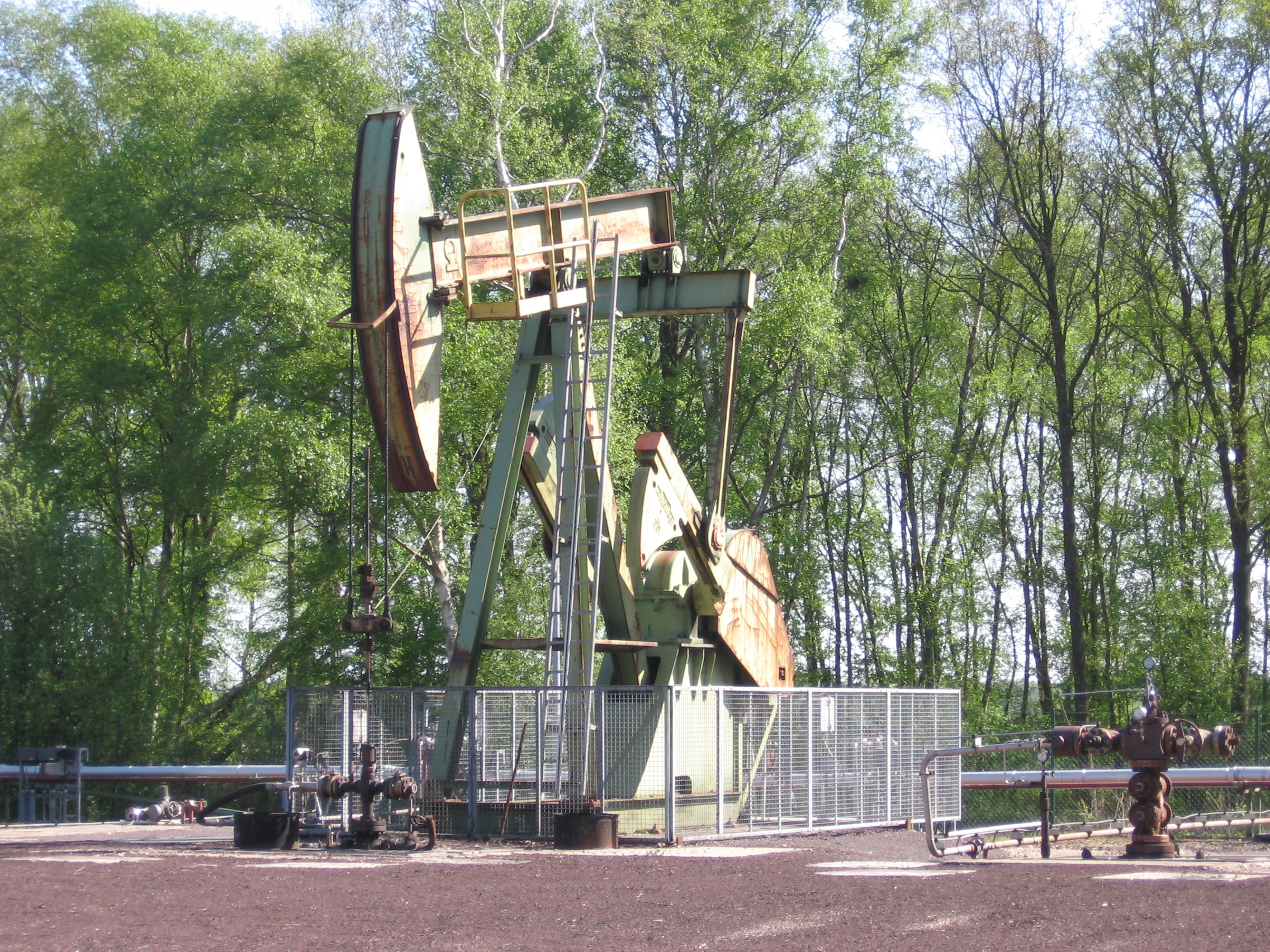
Bơm dầu
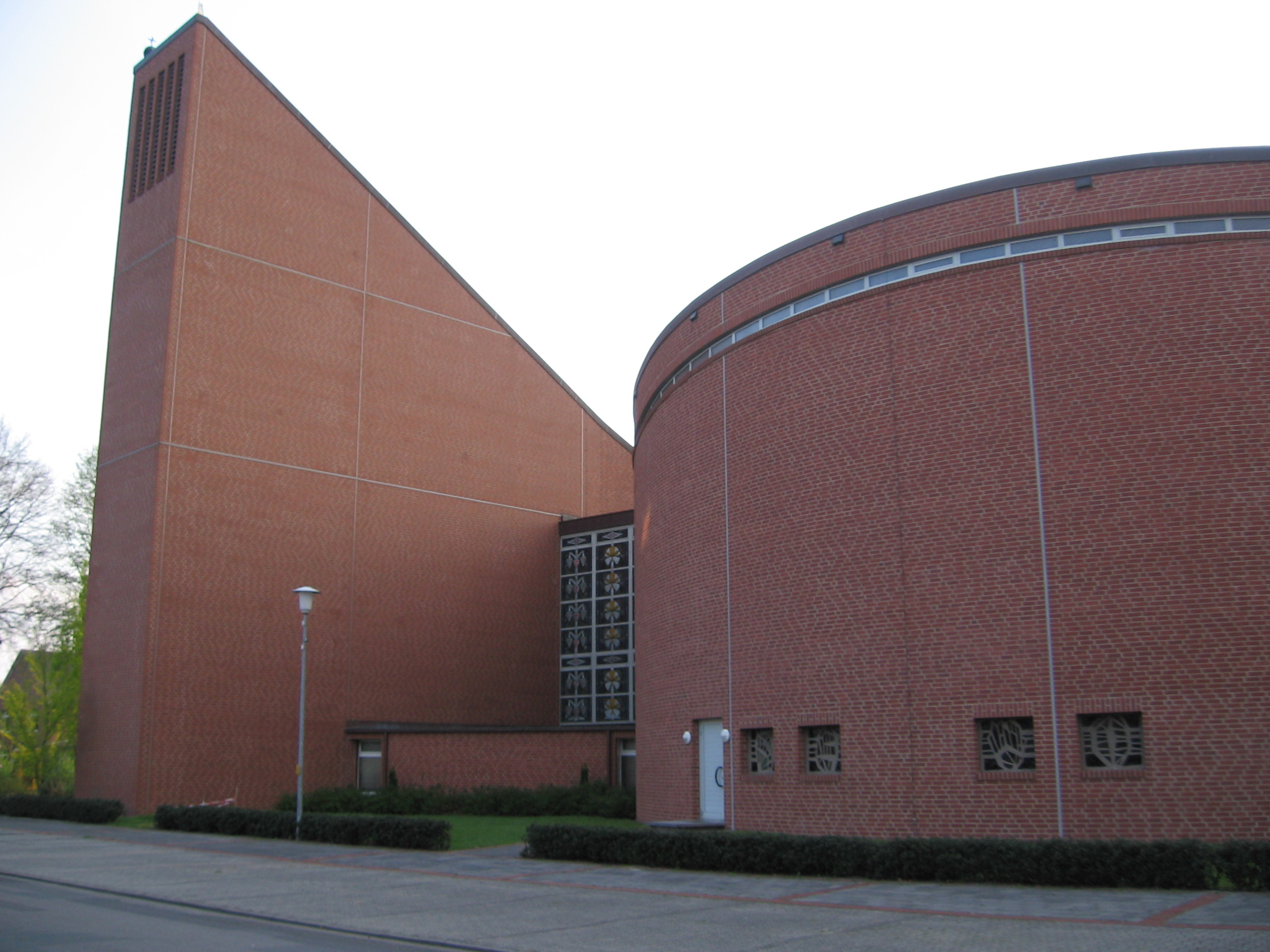
Xây dựng nhà thờ
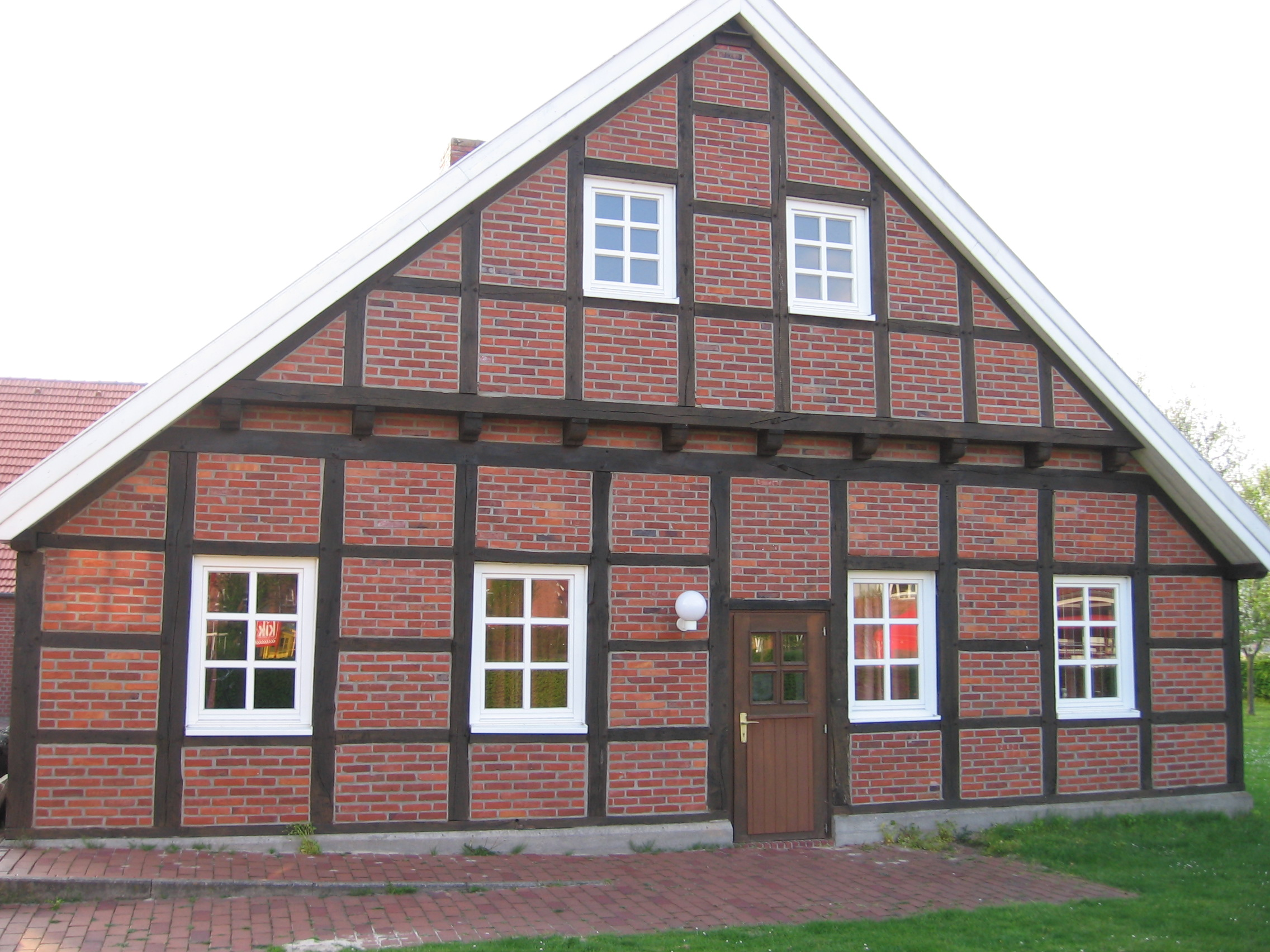
Viện bảo tàng
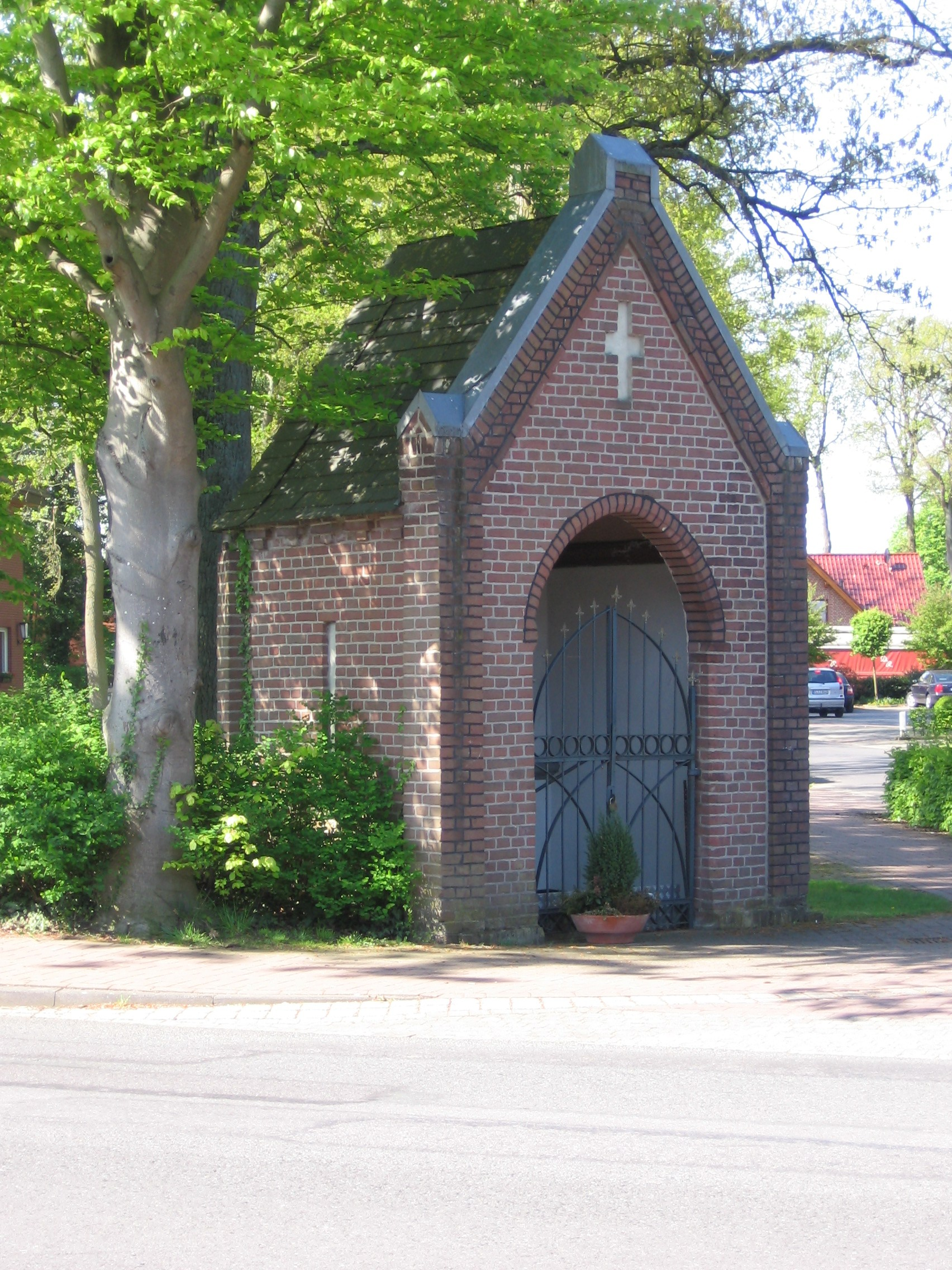
Marie hang
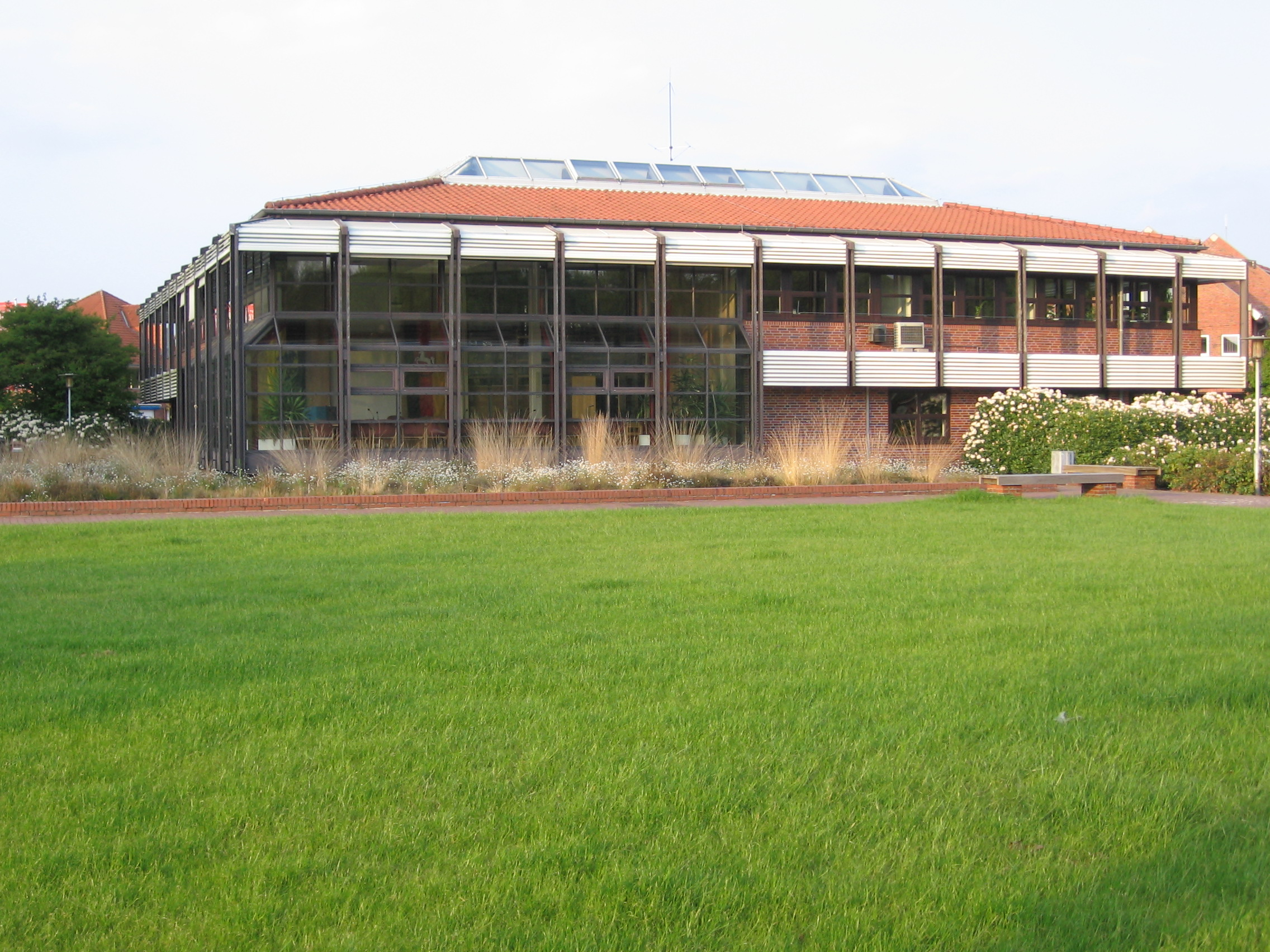
Tòa thị chính
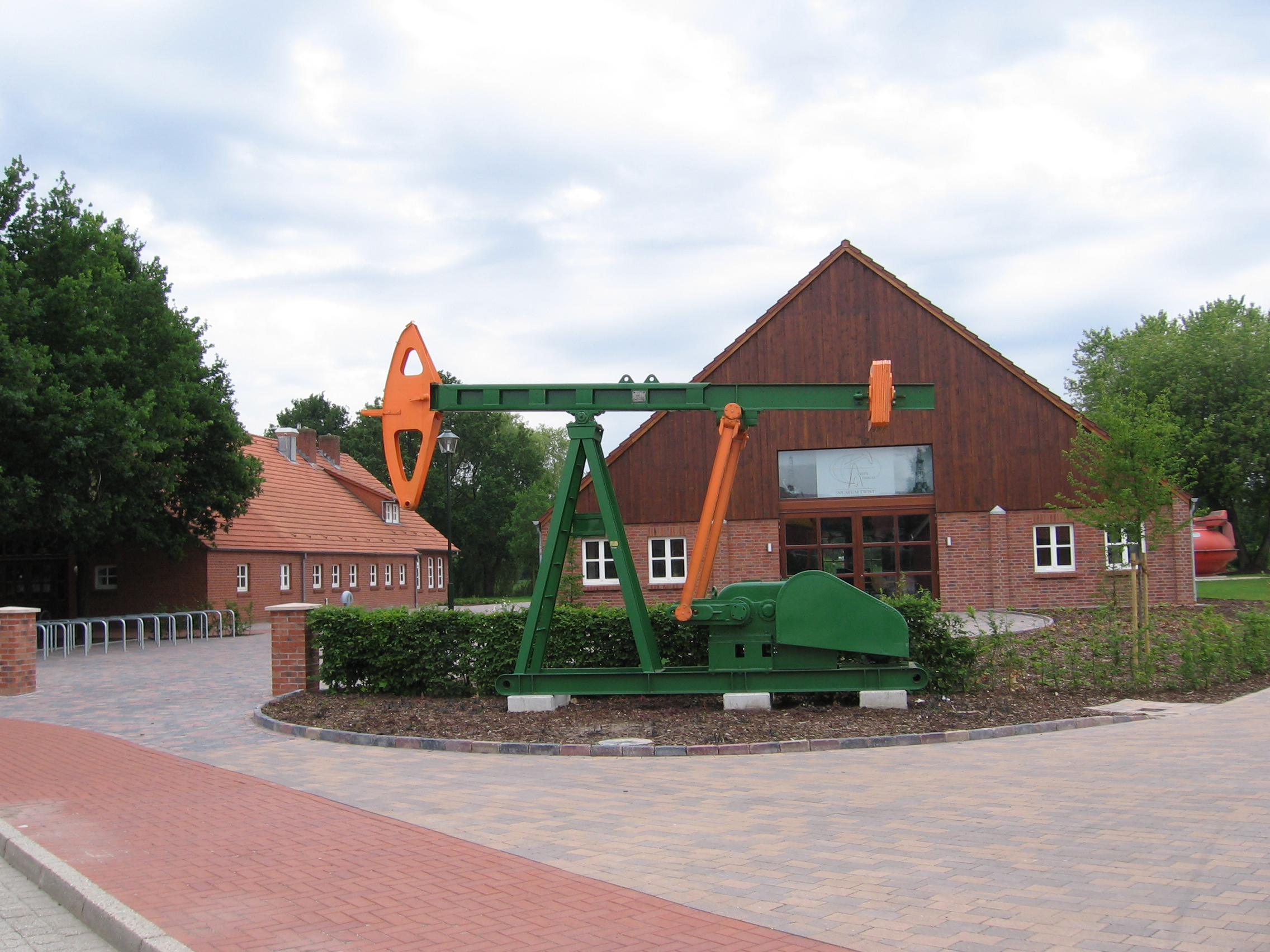
Viện bảo tàng dầu thô và khí thiên nhiên
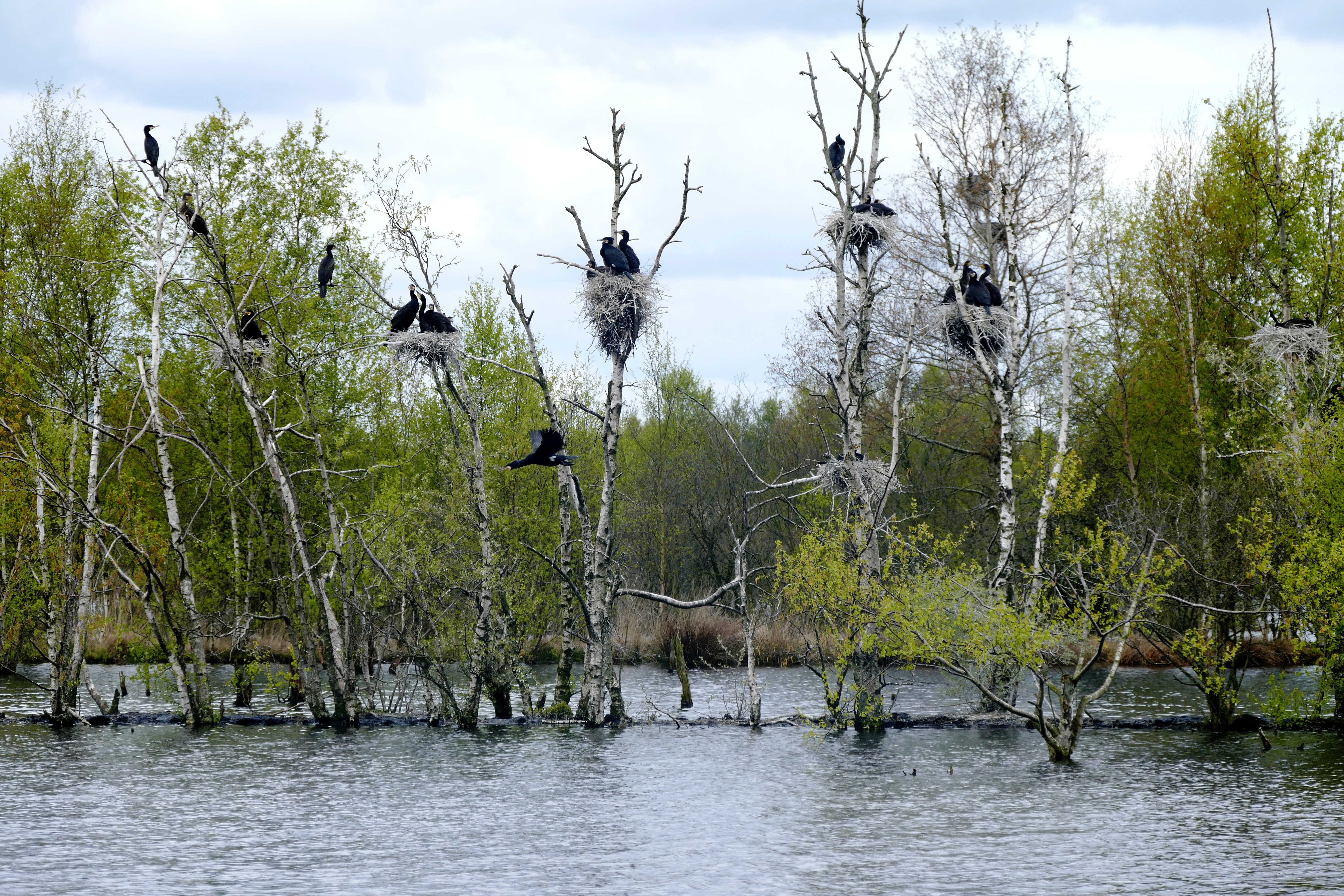
Cốc đế trong công viên tự nhiên quốc tế Bourtanger Moor-Bargerveen
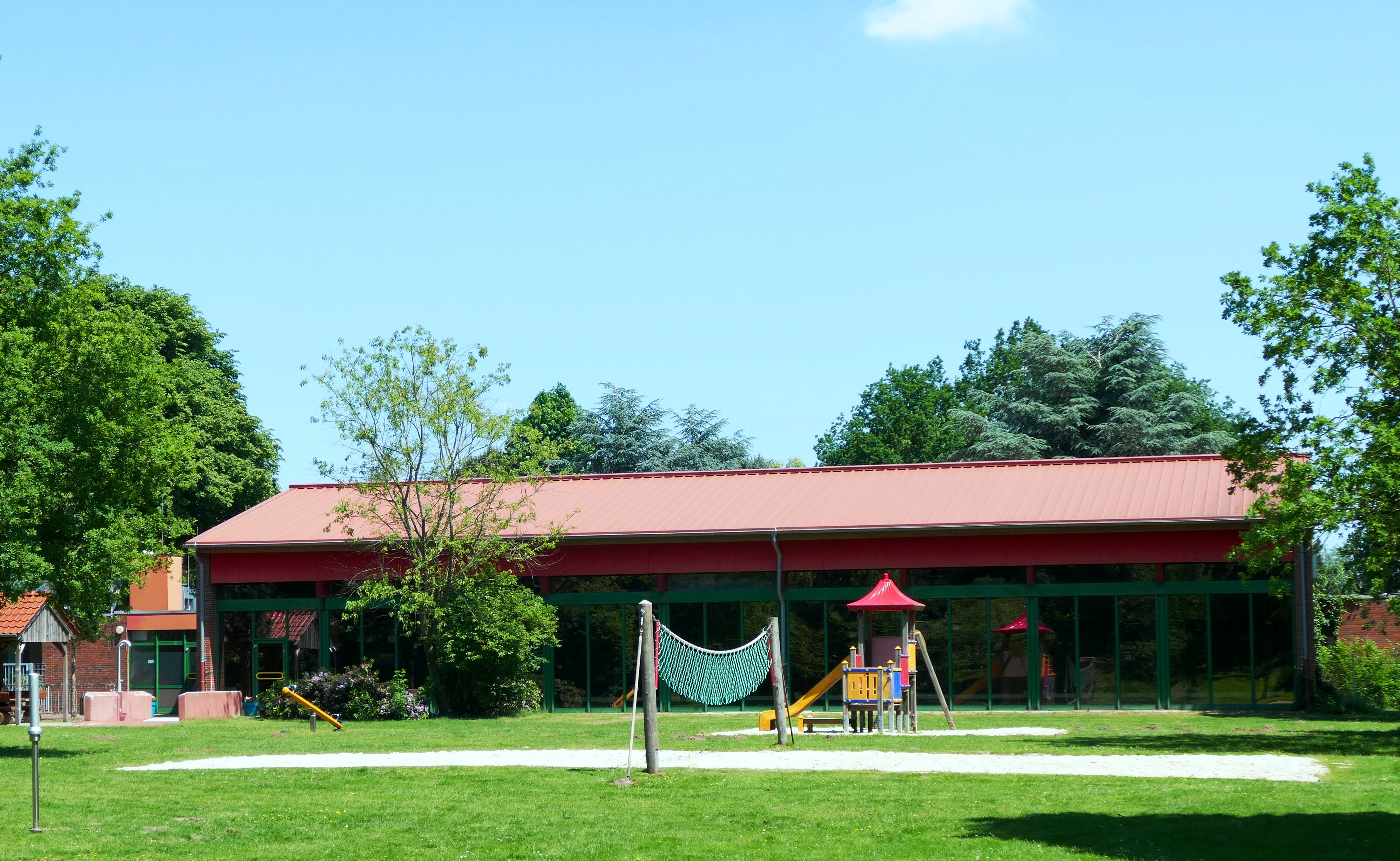
Hồ bơi trong Twist